# メリー・メロディーズ
メリー・メロディーズ（Merrie Melodies）はワーナー・ブラザース・ピクチャーズが1931年～1969年の間製作していたアニメーション作品である。
このシリーズは、ルーニー・テューンズの姉妹シリーズとして展開されていた。
初期のころはミュージカル仕立ての音楽中心のシリーズだったが、後にルーニー・テューンズの姉妹シリーズへと路線変更した。
1937年より本作品及びルーニー・テューンズのテーマ曲であるザ・メリー・ゴー・ラウンド・ブローク・ダウンが使用された。

## 受賞作品

### アメリカ国立フィルム登録簿に登録された短編作品
- オペラ座の狩人（1957年） - 1992年に登録[1]。
- カモにされたカモ（1953年） - 1999年に登録[1]。
- 魅惑の蛙（1955年） - 2003年に登録[1]。

### アカデミー短編アニメ賞受賞作品
- 部屋の中で大バトル（1947年）[2]
- チーズはいただき（1955年）[3]
- 鳥中毒撲滅協会（1957年）[4]

### ノミネートされた短編作品
- ネズ公合戦の巻（1932年）
- Detouring America（1939年）
- 野生のバニー（1940年）[5]
- Hiawatha's Rabbit Hunt（1941年)[6]
- Rhapsody in Rivets（1941年）
- 子ぶたのポルカ（1943年）
- Greetings Bait（1943年）
- Life with Feathers（1945年）
- 可愛い子には旅を（1946年）
- カナリヤ横丁（1950年）
- 仕掛けは充分（1961年）
- Nelly's Folly（1961年）